# Anhour
Dans la mythologie égyptienne, Anhour (Onuris, Onouris, An-Her, Anhuret, Han-Her, Inhert) est un dieu étranger de la guerre, qui a été adoré en Égypte pendant la XIe dynastie.
Il est adoré dans la ville de This, en compagnie de la déesse Mehyt, associée à Hathor-Tefnout, la déesse lointaine. Identifié à Shou, on le décrit principalement comme un homme barbu, mais certains récits le représentent avec une tête de lion (symbolisant la force et le pouvoir). Il porte deux hautes plumes sur la tête et un pagne long. Selon plusieurs légendes, il aurait ramené de Nubie la déesse lointaine, Hathor-Tefnout, fille de Rê que celui-ci avait envoyé dans ce pays pour y tuer tous les hommes avant de se raviser.